# Judi Meredith
Pour les articles homonymes, voir Meredith.
Judi Meredith, née Judith Clare Boutin, est une actrice américaine née le 13 octobre 1936 à Portland (Oregon) et morte le 30 avril 2014 à Las Vegas (Nevada).

## Filmographie

### Cinéma
- 1958 : Summer Love : Joan Wright
- 1958 : Sur la piste de la mort (Wild Heritage) : Callie Bascomb
- 1959 : L'Héritage de la colère (Money, Women and Guns) : Sally Gunston
- 1962 : Jack le tueur de géants (Jack the Giant Killer), de Nathan Juran : Princesse Elaine
- 1963 : Les Téméraires (en) (The Raiders) de Herschel Daugherty : Martha 'Calamity Jane' Canary
- 1964 : Celui qui n'existait pas (The Night Walker), de William Castle : Joyce Holland
- 1965 : A Letter to Nancy : Carol Reed
- 1965 : La Créature des ténèbres (Dark Intruder), de Harvey Hart : Evelyn Lang
- 1966 : Queen of Blood : Laura James
- 1971 : Rio Verde (Something Big), d'Andrew V. McLaglen : Carrie Standall

### Télévision
- 1956 : The Adventures of Jack Bowie (Série) : Esmee Labailliere
- 1957 : Telephone Time (Série) : La reine Victoria
- 1957 : Conflict (Série) : Frances
- 1957 : Panic! (Série) : Une hôtesse de l'air
- 1957 : Blondie (Série) : Lynne
- 1958 : The Gale Storm Show: Oh, Susanna! (Série) : Phyllis
- 1958 : Shirley Temple's Storybook (en) (Série) : Alice Fitzwarren
- 1958 : The Millionaire (en) (Série) : Janie Naylor
- 1958 : Studio One (Série) : Anna
- 1958 : M Squad (Série) : Mary Burnett
- 1958 : The Restless Gun (Série) : Lettie Belknap
- 1958-1959 : The George Burns Show (Série) : Bonnie Sue McAfee
- 1959 : Cimarron City (en) (Série) : Martha Fenton
- 1959 : Tales Of Wells Fargo (Série) : Terry Tate
- 1959 : Yancy Derringer (Série) : Charlotte Dubois
- 1959-1960 : Hôtel de Paree (Série) : Monique Deveraux
- 1959, 1963-1964 : La Grande Caravane (Wagon Train) (Série) : Ellen Emerson / Judy Ludlow / Beth Mitchell
- 1960 : Riverboat (Série) : Louise Harrison
- 1960 : Laramie (Série) : Marcie Benson
- 1960 : The Adventures of Ozzie & Harriet (Série) : Terry
- 1961 : The Roaring 20'S (Série) : Greta Weber
- 1961 : The Investigators (Série) : Celeste DeLuca
- 1961 : The Tall Man (Série) : Matti Arnold
- 1961 : 87th Precinct (Série) : Angela Pavilic
- 1961-1963 : Have Gun - Will Travel (Série) : Sally / Monica Reagan / Gina August
- 1962 : Le Gant de velours (Série) : Florence Charron
- 1962 : Gunsmoke (Série) : Lily Baskin
- 1962 : Sam Benedict (Série) : Diane
- 1962 et 1967 : Bonanza (Série) : Lotty Hawkins / Linda Roberts
- 1962 : Bonanza saison 4 épisode 8 (Le Chevalier Errant) :Lotty Hawkins
- 1964 : American in Paris (Série) : Penny Miles
- 1965 : Rawhide (Série) : Kate Wentworth
- 1966 : Ben Casey (Série) : Betty Cramer
- 1966 : Ne mangez pas les marguerites (Please, Don't Eat the Daisies) (Série) : Grace Woodman
- 1966 : Le Virginien (The Virginian) (Série) : Ruth
- 1967 : Les Aventuriers du Far West (Death Valley Days) (Série) : Jenny Davis
- 1967 : Mannix (Série) : Carrie Day
- 1969 : L'homme de fer (Ironside) (Série) : Helen
- 1971-1972 : Hawaï police d'État (Hawaii Five-O) (Série) : Nurse Higgins / Paula
- 1973 : Emergency! (Série) : Shelia
- 1973 : Toma (Série) : Edith Cain